# UFC 31
UFC 31: Loacked and Loaded foi um evento de artes marciais mistas promovido pelo Ultimate Fighting Championship, ocorrido em 4 de maio de 2001 no Trump Taj Mahal em Atlantic City, New Jersey. O evento foi transmitido ao vivo no pay per view, e depois vendido para home video.

## Background
O card teve como atrações a luta pelo Cinturão Peso Pesado do UFC entre Randy Couture e Pedro Rizzo, e a luta pelo Cinturão Meio Médio do UFC entre Pat Miletich e Carlos Newton. O card também contou com a primeira aparição do ex-campeão Peso Leve e Meio Médio BJ Penn (também estreia profissional) e do ex-campeão Meio Médio Matt Serra, além da primeira luta de Kevin Randleman na categoria até 93 kg.
A partir desse evento, o UFC reformou as categorias de peso, adotando o atual sistema. A categoria Peso Galo foi renomeada Peso Leve e mudada de 150 para até 155 lbs (70,3 kg). O Peso Meio Médio passou para até 170 lbs (77,1 kg), o Peso Médio até 185 lbs (83,9 kg), e Peso Meio Pesado até 205 lbs (92,9 kg).
Dana White disse em diversas ocasiões que esse foi um dos melhores cards devido ao evento principal e a luta entre Matt Serra e Shonie Carter, que envolveu o famoso nocaute com um soco rodado.

## Resultados
Nota 1 Pelo Cinturão Peso-Pesado do UFC.

Nota 2 Pelo Cinturão Meio-Médio do UFC.

## Ligações Externas
1. ↑  Nota 1
2. ↑  Nota 2